# Gresol

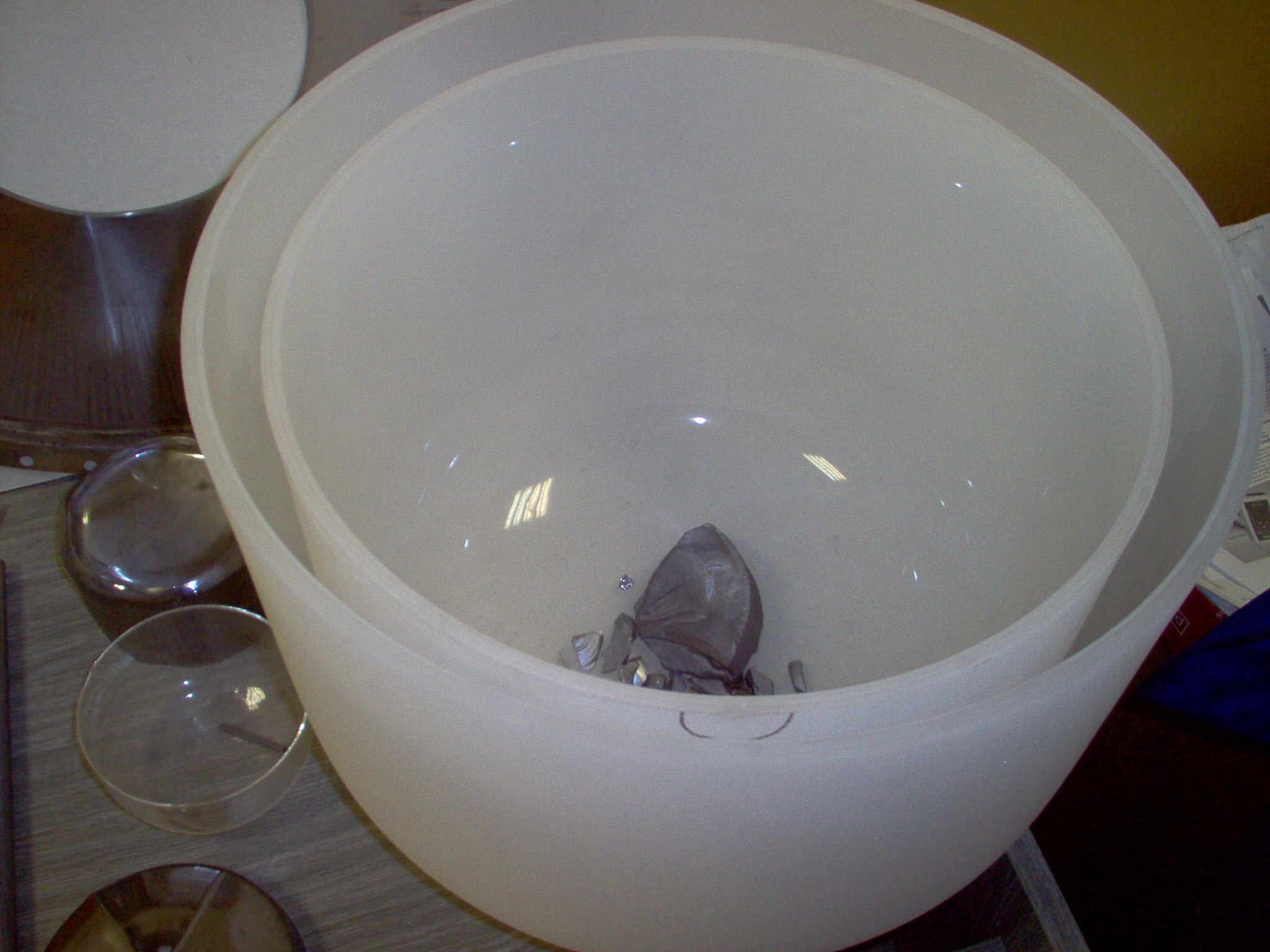
Gresol emprat en el mètode de Czochralski

El gresol o cresol és un recipient normalment fet de grafit amb addició d'argila per tal que pugui suportar altes temperatures, normalment de més de 500 °C i fins a uns 1.600 °C. S'usa com a estri de laboratori i en els forns metal·lúrgics per a contenir i manipular els materials fosos. En sentit figurat, s'anomena gresol el lloc on es formen idees o activitats de tota classe mitjançant la concurrència i posterior síntesi de les diferents opinions o accions.
S'han fet servir els gresols per a obtenir platí niquel i zirconi, entre d'altres. Amb altes temperatures es fa un motlle, amb els metalls dins del gresol, on els gasos s'expandeixen i s'alliberen, durant el posterior refredament, restant-hi l'aliatge cercat.

## Empre del terme en català
Tradicionalment, abans de la il·luminació elèctrica a les llars, es feia servir el llum de gresol/cresol o llum de ganxo o a les Balears llum de cruia-cruies o d'encruia (cast. candil. dit antigament llum de ferro). Llum de tafona (Balears) o llum de molí era un llum de gresol més gros que els ordinaris, que servia per a il·luminar el treball dels tafoners o dels moliners.
Format per dos recipients quadrangulars encaixats perfectament l'un dintre l'altre, el de la part superior conté l'oli i el ble, el de sota és destinat a recollir l'oli que s'escorre i té un ganxo per a penjar el llum al fumeral o al mig de la cuina.
La cruia era cada un dels dos platets quadrats de ferro, amb els cornalons aprimats en angle agut formant bec, que servien de recipients a l'oli (esp. ‘’candileja‘’).
El gresol ha passat a designar el dipòsit de l'oli o del petroli de les llanternes i fanals, i també una mena de cassolins o vasets que serveixen per a contenir oli, dins dels quals es posa una xinxa o xinxeta - ble petit (esp. ‘’mariposa‘’) - per poder tenir llum poc intensa durant la nit.